# Léba
Léba è un dipartimento del Burkina Faso classificato come comune, situato nella provincia di Zondoma, facente parte della Regione del Nord.
Il dipartimento si compone del capoluogo e di altri 9 villaggi: Bouloulou, Bouri, Guessere, Marmissiga, Masbore, Ragueguema, Robonde, Ronsin e Sanh.